# Elisabetta Fiorini Mazzanti
Elisabetta Fiorini Mazzanti (Terracina, 3 giugno 1799 – Roma, 23 aprile 1879) è stata una botanica e scrittrice italiana.
È nota per i suoi lavori sulle crittogame, in particolare sui muschi (briologia) e sulle alghe. 

## Biografia
Figlia del conte Giuseppe e di Teresa Scirocchi ha perso molto presto la madre. Il padre si fece carico della formazione della figlia unica, tendendo presente i compiti che una persona della sua classe avrebbe potuto assumere in futuro.
Ebbe una buona educazione in storia, geografia, letteratura e arte, oltre allo studio di latino, francese, inglese e tedesco.
Già nella prima giovinezza ha sviluppato un interesse per la botanica, per le collezioni di piante e trovò in Giambattista Brocchi (1772-1826) un primo insegnante.
Tramite lui è entrata in contatto con altri luminari del tempo come Giuseppe De Notaris (1805-1877), Vincenzo Cesati (1806-1883), Pietro Savi (1811-1871), Antonio Targioni Tozzetti (1785-1856), Philip Barker Webb (1793-1854), Louis René Tulasne (1815-1885), Augustin Pyrame de Candolle (1778-1841) e Wilhelm Philippe Schimper (1808-1880).
Ispirata da De Notaris a Genova, ha pubblicato nel 1831 la sua opera principale "Specimen Bryologiae Romanae", che ha avuto, dopo dieci anni, una seconda edizione.
Questa pubblicazione è stata determinante per incoraggiare lo studio dei muschi in Italia.
Successivamente, è dedicata quasi esclusivamente allo studio delle alghe d'acqua dolce, di cui ha scoperto diverse specie.
Tuttavia, è rimasta legata ai muschi, come dimostra la sua ultima opera, la "Florula del Colosseo", pubblicata poco prima della sua morte.
Questo interesse lo indica anche un piccolo trattato del 1874 che descrive un nuovo muschio Hypnum formianum, trovato della provincia di Napoli.
Era sempre ansiosa di aumentare il suo erbario di muschi, e riceveva spedizioni da vari collezionisti stranieri e persino al suo capezzale l'ultimo regalo di un amico tedesco, composto da muschi di Mauritian e di Ceylon, che secondo i ricordi della sua figlia adottiva, le causarono esclamazioni di gioia.
Nel 1829 sposò Luca Mazzanti, morto nel 1841. Poco dopo perse anche il padre e la sua unica figlia. Tuttavia trovò nella nipote del compianto botanico Ernesto Mauri che aveva adottato e educato durante l'infanzia, la contessa Enrichetta Fiorini, un'infermiera durante la malattia degli ultimi anni.
La contessa abitava abitualmente a Roma, lasciandola solo durante i mesi estivi per vivere nella sua città natale, Terracina. All'età di settantaquattro anni, partecipò al congresso botanico a Firenze nel 1874, dove, anche se affaticata dal viaggio, aveva delle conoscenze personali con alcuni botanici stranieri, in particolare con i botanici tedeschi.
Elisabetta Fiorini Mazzanti mantenne un vivace rapporto con i pari ed era interessata anche delle più piccole conquiste degli altri nel campo della botanica. 
È stata membro di diverse società accademiche, come la Reale Accademia delle Scienze di Torino, l'Accademia di orticoltura di Bruxelles, l'Accademia agraria di Pesaro, l'Accademia Tiberina di Roma, l'Accademia dei Georgofili di Firenze, la Pontificia Accademia, la Leopoldina e altre.

## Opere
- Notizie sopra poche piante da aggiungersi al Prodromo della Fiera Romana. Giorn. Arcadico. Roma 1823
- Appendice al Prodromo della Flora Romana.
- Specimen Bryologiae Romanae. Roma 1831, 1841.
- Sopra una nuova diatomea. Atti dell'Acc. dei Nuovi Lincei. 1856.
- Sopra due nuove alghe delle acque albule. Roma 1857.
- Sulla identità del Nostoc con il Collema. Roma 1857.
- Sunto di un rapporto del ch. sig. Montagne alla soc. imp. cent, di Agricoltura. Atti Acc. dei n. Lincei, 185
- De novis mycrophyceis. Atti Acc. dei n. Lincei, 1860.
- Rettificazione di una nuova diatomea. Atti Acc. dei n. Lincei, 1861.
- Oscillarina, delle miniere di Corneto. Commentario della Soc. critt. it. N. 3. Genua, 1862.
- Microfìce osservate nelle acque minerali di Terracina. Atti Acc. dei n. Lincei, 1863
- Osservazione sulla materia colorante della Calotrix, janthiphora e diagnosi di una nuova microfìcea. Atti Acc. dei n. Lincei, 1864.
- Sopra una nuova specie di almodictyon e aopra un singolare organismo di alga unicellulare. Atti Acc. dei n. Lincei, 1865.
- Continuazione e fine delle Microficee delle acque minerali di Terracina. Atti Acc. dei n. Lincei, 1867.
- Sulla Cladophora viandrina del Kùtzing. Atti Acc. dei n. Lincei, 1868.
- Cenno sulla vegetazione della caduta delle Marmore in una rapida escursione di luglio. Atti Acc. dei n. Lincei, 1869.
- Nota critica sull'anormalità di un organismo crittogamico. Atti Acc. dei n. Lincei, 1871.
- Sunto dell'opusculo sulle ricerche anatomiche e fisioliche dei funghi dell' Ab. J. B. Carnoy. Atti Acc.dei n. Lincei, 1872.
- Sopra due nuove specie crittogamiche. Atti Acc. dei n. Lincei, 1874.
- Fiorala del Colosseo. Atti Acc. dei n. Lincei, An. 1875–76—77—78.